# البويردة (حريملاء)
البويردة، هي قرية من فئة (ب) تقع في محافظة حريملاء، والتابعة لمنطقة الرياض في السعودية. وتبعد البويردة عن محافظة حريملاء بمسافة تقارب () كم.